# Torneo de las Américas 1988
Das Torneo de las Américas 1988 (englisch The 1988 Tournament of the Americas) ist die dritte Auflage der Basketball-Amerikameisterschaft und fand vom 22. bis 31. Mai 1988 in der uruguayischen Hauptstadt Montevideo statt. Bei dem Turnier ging es um die Qualifikation für das Basketballturnier bei den Olympischen Spielen 1988. Im Nachhinein wurde das Turnier in die Reihenfolge der Amerikameisterschaften aufgenommen und zählte als Kontinentalmeisterschaft für nationale Auswahlmannschaften der Herren des Kontinentalverbands FIBA Amerika. Von den am Ende sieben teilnehmenden Mannschaften qualifizierten sich die drei Medaillengewinner direkt für die Olympischen Spiele. Der amtierende Weltmeister Vereinigten Staaten war bereits für das olympische Turnier qualifiziert und nahm nicht teil ebenso wie die startberechtigte Nationalmannschaft Panamas, die auf die kontinentale Endrunde verzichtete und die Möglichkeit zur Qualifikation für die Olympischen Spiele einbüßte. Ein weiterer Nachrücker wurde nicht benannt, so dass sieben Mannschaften um die Olympiaqualifikation und die Turniermedaillen spielten.

## Teilnehmer
Es erfolgte eine regionale Qualifikation nach den Subzonen des Kontinentalverbands. Neben den beiden Nationalmannschaften der nordamerikanischen Subzone und Gastgeber Uruguay waren die Medaillengewinner der zentral- und südamerikanischen Meisterschaften qualifiziert. Die Vereinigten Staaten und Panama als Silbermedaillengewinner der Centrobasket 1997 nahmen schließlich nicht teil, so dass schließlich ein Platz im Teilnehmerfeld unbesetzt blieb.

### Nordamerika
- Kanada

### Zentralamerika & Karibik
- Puerto Rico (Sieger Centrobasket 1987)
- Mexiko (Bronzemedaille Centrobasket 1987)

### Südamerika
- Argentinien (Sieger Campeonato Sudamericano 1987)
- Venezuela (Silbermedaille Campeonato Sudamericano 1987)
- Brasilien (Bronzemedaille Campeonato Sudamericano 1987)
- Uruguay (Gastgeber & Vierter Campeonato Sudamericano 1987)

## Modus
Beim Turnier wurde eine Vorrunde als Rundenturnier ausgetragen. Die vier zuvorderst platzierten Mannschaften waren für das Halbfinale qualifiziert. Die Halbfinalsieger spielten ein Finale um den Turniergewinn, während die Verlierer des Halbfinales im „kleinen Finale“ um die Bronzemedaille den verbleibenden Qualifikationsplatz für die Olympischen Spiele ausspielten.

## Vorrunde
Die Spiele der Vorrunde fand zwischen dem 22. und dem 28. Mai 1988 statt.
| Nation         | Sp | S | N | P+  | P-  |         | Brasilien 1968 | Puerto Rico | Kanada | Uruguay | Argentinien | Mexiko | Venezuela 1954 |
| -------------- | -- | - | - | --- | --- | ------- | -------------- | ----------- | ------ | ------- | ----------- | ------ | -------------- |
| 1. Brasilien   | 6  | 5 | 1 | 591 | 559 |         | 98:92          | 90:86       | 96:94  | 113:93  | 103:111     | 91:83  |                |
| 2. Puerto Rico | 6  | 5 | 1 | 493 | 456 | 92:98   |                | 80:63       | 82:80  | 94:81   | 80:71       | 65:63  |                |
| 3. Kanada      | 6  | 3 | 3 | 507 | 506 | 86:90   | 63:80          |             | 68:79  | 112:88  | 84:81       | 94:88  |                |
| 4. Uruguay     | 6  | 3 | 3 | 533 | 487 | 94:96   | 80:82          | 79:68       |        | 82:90   | 98:84       | 100:67 |                |
| 5. Argentinien | 6  | 3 | 3 | 553 | 567 | 93:113  | 81:94          | 88:112      | 90:82  |         | 91:89       | 110:77 |                |
| 6. Mexiko      | 6  | 2 | 4 | 546 | 549 | 111:103 | 71:80          | 81:84       | 84:98  | 89:91   |             | 110:93 |                |
| 7. Venezuela   | 6  | 0 | 6 | 471 | 570 | 83:91   | 63:65          | 88:94       | 67:100 | 77:110  | 93:110      |        |                |

## Finalrunde
Die Spiele der Finalrunde fanden am 30. und 31. Mai 1988 statt. Die Medaillengewinner qualifizierten sich für die Olympischen Spiele 1988 in Seoul.

|  | Halbfinale | Halbfinale  | Halbfinale |   |             | Finale           | Finale           | Finale           |
|  |            |             |            |   |             |                  |                  |                  |
|  | 30. Mai    |             |            |   |             |                  |                  |                  |
|  | 2          | Puerto Rico | 62         |   |             |                  |                  |                  |
|  | 3          | Kanada      | 60         |   |             | 31. Mai          | 31. Mai          | 31. Mai          |
|  |            |             |            | 2 | Puerto Rico | 92               |                  |                  |
|  | 30. Mai    | 30. Mai     | 30. Mai    |   | 1           | Brasilien        | 101              |                  |
|  | 4          | Uruguay     | 83         |   |             |                  |                  |                  |
|  | 1          | Brasilien   | 90         |   |             | Spiel um Platz 3 | Spiel um Platz 3 | Spiel um Platz 3 |
|  |            |             |            |   |             | 3                | Kanada           | 87               |
|  | 4          | Uruguay     | 80         |   |             |                  |                  |                  |
|  |            |             |            |   |             | 31. Mai          |                  |                  |